# Елизабет Плател
Елизабет Плател (фр. Élisabeth Platel; Париз, 1959) је примабалерина Париске опере у пензији, и актуелна директорка Балетске школе при Париској Опери.

## Образовање
Балетско образовање започиње у предграђу Сен Жермен, у коме је породица живела. Касније наставља школовање на Париском конзерваторијуму. Одлични резултати јој омогућавају да конкурише за завршно једногодишње усавршавање у Балетској школи при Опери (фр. L'Ecole de Danse de l'Opéra) на које, наравно бива примљена.

## Каријера
По завршетку балетског школовања бива примљена у ансамбл Париске опере. Веома брзо почиње да добија солистичке улоге, а неколико година по пријему спрема своју прву главну улогу – у балету Силфиде. Ова улога постаје њен заштитни знак до краја каријере, и одиграла ју је на својој опроштајној представи када се, одлазећи у пензију опростила од публике.
Друга главна улога коју је спремила била је Жизела, и од дирекције своје компаније за ову интерпретацију и званично добија звање првакиње (фр. étoile). Тада је запажа Рудолф Нурејев, и започињу сарадњу која је трајала све до његове смрти – у представама које је он режирао и кореографски постављао у главним улогама бриљирала је Елизабет Плател.

## Крај каријере
Када је испунила законске услове за пензију, 1999. године, Париска опера је променила свој статут, да би јој било омогућено да и даље наступа – уведено је звање гостујуће првакиње, које је она понела.
Од публике се дефинитивно опростила 2003. године, наступивши на дивертисману приређеном у част Нурејеву.

## Бављење педагошким радом
2004/2005. школске године преузима руководеће место у Балетској школи при Париској Опери.

## Признања
- 1993. -
- 1998. -